# 多尼芬 (內布拉斯加州)
多尼芬（英語：Doniphan）是位於美國內布拉斯加州霍爾縣的村。

## 人口
根據2020年美國人口普查的數據，多尼芬的面積為1.28平方千米，皆為陸地。當地共有人口809人，而人口密度為每平方千米632人。